# Вола Ишан-ходжа
Вола Ишан-ходжа (узб. Vola Eshonxoʻja) (род. между 1786—1793 — ум. в 1872/73) — узбекский поэт и общественный деятель. Также известен как Ишан-ходжа Аъма. Писал на узбекском и таджикском языках.

## Биография
Жизнь Волы известна по малочисленным воспоминаниям современников. Год рождения остается неясным: по различным свидетельствам, он родился между 1786—1793 гг. в Янгикурганском бекстве Бухарского эмирата, в зажиточной семье местного судьи Кази Мир Инаятулла Ходжи. Был слепым при рождении, из-за чего был прозван Аъма (узб. A`mo) — слепец. Посвятил свою молодость учебе. Обладал хорошей памятью, острым слухом и красивым голосом. Отправился в Бухару для обучения в медресе. В годы учебы увлекся политикой и остро критиковал режим эмира, выступал с речами в медресе и мечетях. В то же время продолжал писать стихи и участвовал в собраниях бухарских поэтов.
В 1821 году, когда кыпчаки подняли восстание, активно поддерживал повстанцев, агитировал молодёжь Бухары к активным действиям. После разгрома восстания в 1826 году отправился в зону противостояния и пытался защитить простых кыпчаков от произвола чиновников и армии. За свою деятельность преследовался полицейской службой эмирата.
Вторую половину жизни провёл в изгнании и нищете. Умер в 1872/73 году.

## Наследие
Известно, что он составил два дивана на узбекском и таджикском языках. Однако они пока не обнаружены. До нас дошли многочисленные стихи Волы, включенные в сборники стихов XIX века. Автор как оригинальных газелей, так и подражаний — мухаммасов на газели Хафиза, Навои и Махзуна.